# Francisco Santos Calderón
Francisco Santos Calderón (ur. 14 sierpnia 1961 w Bogocie), zw. Pacho Santos, kolumbijski polityk i dziennikarz, wiceprezydent Kolumbii od 7 sierpnia 2002 do 7 sierpnia 2010.

## Życiorys
Francisco Santos studiował dziennikarstwo oraz nauki o Ameryce Łacińskiej na University of Kansas i University of Texas at Austin w Stanach Zjednoczonych. W latach 80. był wykładowcą dziennikarstwa i stosunków USA-Ameryka Łacińska na kilku uniwersytetach w Kolumbii.
W 1990 został porwany przez Pabla Escobara, barona narkotykowego i przywódcę Kartelu z Medellín. Razem z 10 innymi dziennikarzami był zakładnikiem przez 8 miesięcy. W zamian za ich uwolnienie, grupa żądała wstrzymania ekstradycji przemytników narkotykowych do USA przez kolumbijski rząd. Po uwolnieniu spędził rok w Stanach Zjednoczonych, wykładając na Uniwersytecie Harvarda.
W 1992 powrócił do Bogoty. Założył Fundación País Libre (Wolny Naród), organizację pozarządową pomagającą ofiarom porwań oraz ich rodzinom. Promowała również akcję społecznego oporu, protesty i marsze przeciw terroryzmowi. W największym z tego typu marszów w 1999 wzięło udział milion Kolumbijczyków.
Po powrocie do Kolumbii został również redaktorem w największym krajowym dzienniku El Tiempio, w którym redagował cotygodniową kolumnę, poświęconą ofiarom terroryzmu i porwań oraz postawie społeczeństwa wobec tych zagrożeń. W marcu 2000 Francisco Santos po raz drugi opuścił kraj, po pojawieniu się pogłosek o zagrożeniu jego bezpieczeństwa ze strony FARC. Wyjechał do Madrytu, gdzie spędził dwa lata, pisząc do dziennika El País.
Po powrocie do Kolumbii w 2002 wziął udział w wyborach prezydenckich 20 maja 2002, jako kandydat na stanowisko wiceprezydenta przy Álvaro Uribe. Po wygranej, objął stanowisko wiceprezydenta Kolumbii 7 sierpnia 2002. W kolejnych wyborach w maju 2006, razem z Álvarem Uribe, uzyskał reelekcję.